# Тиквови
Тиквови (Cucurbitaceae) е семейство едногодишни и многогодишни тревисти увивни растения, разпространени в тропичните, субтропичните и умерени области.. Включва около 800 вида в 125 рода. To e основно семейство на разред Cucurbitales.
В него се класифицират важни зеленчукови култури като диня, краставица, пъпеш, тиква, тиквичка. Други са с нехранително (кратуна) или декоративно значение. Част от тях са едни от най-рано култивираните видове в Стария и Новия свят.

## Класификация
Синоними на семейството са: Bryoniaceae (Adans., 1763), Cyclantheraceae (Lilja, Skaneskfl., 1870), Fevilleaceae (Pfeiff), Nandhirobeae/Nandhirobaceae (A. St-Hil), Nhandirobaceae (T. Lestib., 1826), Zanoniaceae (Dumort., 1829).
Най-големи родове са Trichosanthes (100 вида), Cayaponia (60 вида), Momordica (47 вида), Gurania (40 вида), Sicyos (40 вида), Cucumis (34 вида), а други 36 рода се състоят само от един вид.
- Подсемейство Cucurbitoideae
Odosicyos
Триб Melothrieae
Подтриб Cucumerinae
Cucumeropsis
Cucumis
Melancium
Melothria
Muellarargia
Posadaea
Zehneria
Подтриб Dendrosicyinae
Apodanthera
Ceratosanthes
Corallocarpus
Cucurbitella
Dendrosicyos
Dieterlea
Doyerea
Guraniopsis
Halosicyos
Ibervillea
Kedrostis
Melothrianthus
Seyrigia
Trochomeriopsis
Tumamoca
Wilbrandia
Подтриб Guraniinae
Gurania
Helmontia
Psiguria
Подтриб Trochomeriinae
Ctenolepsis
Dactyliandra
Solena
Trochomeria
Триб Schizopeponeae
Schizopepon
Триб Joliffieae
Подтриб Telfairiinae
Telfaria
Подтриб Thladianthinae
Indofevillea
Momordica
Siraitia
Thladiantha
Триб Trichosantheae
Подтриб Ampelosicyinae
Ampelosicyos
Peponium
Подтриб Herpetosperminae
Biswarea
Cephalopentandra
Edgaria
Herpetospermum
Подтриб Hodgsoniinae
Hodgsonia
Подтриб Trichosanthinae
Gymnopetalum
Trichosanthes
Tricyclandra
Триб Benincaseae
Подтриб Benincasinae
Acanthosicyos
Bambekea
Benincasa – Бенинкаса
Bryonia – Дива тиква
Citrullus – Диня
Coccinia
Cogniauxia
Diplocyclos
Ecballium
Eureiandra
Lagenaria
Lemurosicyos
Nothoalsomitra
Praecitrullus
Raphidiocystis
Ruthalicia
Zombitsia
Подтриб Luffinae
Luffa
Триб Cucurbiteae
Abobra
Anacaona
Calycophysum
Cayaponia
Cionosicyos
Cucurbita – Тиква
Penelopeia
Peponopsis
Polyclathra
Schizocarpum
Selysia
Sicana
Tecunumania
Триб Sicyeae
Подтриб Cyclantherinae
Apatzingania
Brandegea
Cremastopus
Cyclanthera
Echinocystis
Echinopepon
Elateriopsis
Hanburia
Marah
Pseudocyclanthera
Rytidostylis
Vaseyanthus
Подтриб Sicyinae
Microsechium
Parasicyos
Pterosicyos
Sechiopsis
Sechium – Чайот
Sicyos
Sicyosperma
- Подсемейство Zanonioideae
Триб Zanonieae
Подтриб Fevilleinae
Fevillea
Подтриб Zanoniinae
Alsomitra
Gerrardanthus
Neoalsomitra
Siolmatra
Xerosicyos
Zanonia
Zygosicyos
Подтриб Gomphogyninae
Hemsleya
Gomphogyne
Gynostemma
Подтриб Actinostemmatinae
Actinostemma
Bolbostemma
Подтриб Sicydiinae
Chalema
Cyclantheropsis
Pseudosicydium
Pteropepon
Sicydium